# Sebastian Pobot
Sebastian Pobot (* 6. Oktober 1973 in Allenstein) ist ein deutscher Unternehmer, Verleger, Komponist sowie Produzent von Musik, Soundtracks, Hörspielen und Hörbüchern.

## Leben
Pobot wuchs auf in München. Am Pestalozzi-Gymnasium (Musisches Gymnasium) machte er 1993 sein Abitur in Musik (Klavier). Zuvor hatte er 1991 eine kirchenmusikalische Ausbildung mit der Organisten-D-Prüfung abgeschlossen. Von 1993 bis 1995 folgte das Studium des Studiengangs Toningenieur an der Universität für Musik und darstellende Kunst Graz, Österreich, sowie ein Praktikum beim Musikverlag Warner/Chappell in München.
1994 gründete Sebastian Pobot seine Musikproduktionsfirma und den „Pobot Musikverlag“. Er ist seitdem freiberuflicher Musikproduzent, Komponist und Verleger. 2007 folgte das Musik- und Hörspiel-Label Highscore Music, 2012 der „von Bezold Verlag“ für Bücher und E-Books. 2015 kaufte Pobot den traditionsreichen Hörspiel-Verlag Maritim und fusionierte mit diesem seinen Katalog, wodurch ein Hörspiel-Katalog mit einer fünfstelligen Titelzahl entstand. Seit 2017 ist Pobots Beteiligungsgesellschaft Mitgesellschafter des Musiklabels Staatsakt.
Seit 2019 ist Pobot zudem neben Alex Stelkens Teilhaber beim Label Imaga von Oliver Döring.

## Werke
Zu Pobots Werken gehören u. a. Filmmusiken für folgende Sender: ARD (z. B. Space Night), Arte (z. B. X:enius), National Geographic, ProSieben, RTL und ZDF (z. B. Aktenzeichen XY, Terra X, Abenteuer Forschung, Faszination Erde).
Seine Werke sind auch in zahlreichen Werbespots zu hören, z. B. für IKEA, Europawahl und die Vierschanzen-Tournee.
Sebastian Pobot arbeitete als Produzent, Songwriter und Texter mit den Major-Plattenfirmen zusammen. Seine musikalischen Werke (Pop-Songs) sind z. B.: Ganz nah von Laura (in Kooperation mit Marienhof), Kaleidoskop von Nicole, Wolke 7 für Stefan Waggershausen, Hand in hand for children für VIVA, Dreadatour von Ice MC, Hugo von Judith Hildebrandt, Alles Paradiso für Alf (Alf – Der Film), Europawahl-Werbespot von Oliver Pocher, You and me für Althea Brown (Boney M.) und die Waternight-Soundtracks für die Space Night, produziert und performed von Pobots Projekt Ambitus.
Pobot war musikalischer Leiter und Keyboarder des Musicals School nach dem Buch Die Welle, das im Münchner Kulturzentrum Gasteig uraufgeführt wurde.
Als Hörspielproduzent veröffentlicht er alte Hörspielproduktionen auf CD und als Download, die es vorher nur auf Kassette oder als Radiosendungen gab. Außerdem entstehen neue Produktionen. Er lizenzierte und inszenierte Hörbücher nach Originalromanen von Captain Future mit den Sprechern und dem Soundtrack aus der 1980er-Jahre-Anime-Serie. Neben der Musik von Christian Bruhn komponierte und produzierte Pobot auch eigene Werke dafür.
Eine weitere Reihe, die von ihm produziert wird, ist Offenbarung 23 mit Verschwörungstheorien, die vom Autor Jan Gaspard als Basis für die Audio-Umsetzung genommen werden. Pobot übernahm die Serie ab Folge 42 und engagierte unter anderem Jens Riewa und Xavier Naidoo als Sprecher. Auch ist der Soundtrack seitdem von Sebastian Pobot.
Pobot produziert zudem Hörspiele zu den bekannten  Marken Batman und Star Trek.

## Preise und Auszeichnungen
- 2022: YouTube Creator Award / Silver Award
- 2018: Musikexpress: "Platte des Jahres" / Musikexpress Award für den Staatsakt-Artist "International Music"
- 2018: Verband unabhängiger Musikunternehmen: VUT Indie Award als „Bestes Label“ für Staatsakt
- 2012: Bayerischer Fernsehpreis: Blauer Panther für Angriff aus dem Netz (Musik: Sebastian Pobot)
- 2011: Deutscher Hörspielpreis Ohrkanus für die Neuveröffentlichung von Professor van Dusen
- 2010: Eastern Meditterean Int. Underwaterfim Festival (Waternight)
- 2009: Silberne Palme in Cannes für den Unterwasser-Dokumentarfilm Waller – Monster im Badesee
- 2009: Internationaler Gold Panda Award beim Sichuan TV Festival
- 2009: Erster Preis beim Filmfestival Ekotopfilm in der Slowakei
- 2009: Auszeichnung beim 26. Internationalen Festival Agrofilm in Nitra, Slowakei
- 2009: Auszeichnung beim Euroekofest in Bulgarien
- 2008: Deutscher Hörspielpreis Ohrkanus für die Neuveröffentlichung von Als die Autos rückwärts fuhren
- 2008: Umweltpreis in Bangkok
- 2008: Greenscreen-Festival Award in Eckernförde
- 2007: Nominierung für den ADC Award (österreichischer Werbe-Oscar) für den IKEA-Song Friedrich & Pobot – Home
- 2001: RSH Gold (Auszeichnung: Radio Schleswig-Holstein)
- 2001: Nominierung zum Echo (Deutscher Schallplattenpreis)
- 2000: Goldene CDs im In- und  Ausland für Immer wieder
- 2000: Goldene Stimmgabel